# Virág Kiss
Virág Kiss (Kaposvár, 12 aprile 1998) è una cestista ungherese.

## Carriera
Con l'Ungheria ha disputato i Campionati europei del 2019.